# 6515 Giannigalli
6515 Giannigalli eller 1988 MG är en asteroid i huvudbältet som upptäcktes 16 juni 1988 av den amerikanske astronomen Eleanor F. Helin vid Palomar-observatoriet. Den är uppkallad efter den italienska amatörastronomen Gianni Galli.